# Viorica Ursuleac
Viorica Urseleac (Černivci, 26 marzo 1894 – Ehrwald, 22 ottobre 1985) è stata un soprano rumeno, figlia di un arcidiacono greco-ortodosso, nata a Černivci, ora in Ucraina.

## Biografia
Dopo aver studiato a Vienna, fece il suo debutto a Zagabria, nel ruolo di Charlotte nell'opera Werther di Massenet, nel 1922. Cantò poi alla Wiener Volksoper (1924-26), Opera di Francoforte sul Meno (1926-30), Wiener Staatsoper (1930-35), Berlin Staatsoper (1935-37) e Opera di Monaco di Baviera (1937-44). Sposò poi il direttore d'orchestra austriaco Clemens Krauss a Francoforte nel periodo in cui cantava in quella città.
Fu il soprano favorito di Richard Strauss, che la chiamò "die treueste aller Treuen" ("la più fedele delle fedeli"). Cantò nelle prime esecuzioni delle seguenti opere di Strauss: Arabella (1933), Friedenstag (che fu dedicata alla Ursuleac e a Krauss, 1938), Capriccio (1942), e Die Liebe der Danae (1944). 
Cantò anche al Festival di Salisburgo (1930-34 e 1942-43) e in una stagione al Covent Garden (1934), dove cantò nella prima esecuzione, in Inghilterra, nell'opera Schwanda the Bagpiper di Jaromír Weinberger e nel suo ruolo favorito di Arabella. Interpretò anche Desdemona nell'Otello di Giuseppe Verdi alla Royal Opera House, con Lauritz Melchior nel ruolo di Otello con la direzione di Sir Thomas Beecham.
La Ursuleac cantò anche al Teatro alla Scala, nell'opera di Richard Strauss Die Frau ohne Schatten (nel ruolo dell'imperatrice), in Elektra (come Chrysothemis), nell'opera di Mozart Così fan tutte, e in quella di Wagner Die Walküre (nel ruolo di Sieglinde). La sua unica presenza sul suolo americano avvenne al Teatro Colón di Buenos Aires, nel ruolo di Brangäne nel Tristano e Isotta, con Kirsten Flagstad, nel 1948. Il suo repertorio comprendeva anche la Contessa di Almaviva (Le nozze di Figaro), Donna Elvira (Don Giovanni), Leonore (Fidelio), Senta (Il vascello fantasma, con Hans Hotter), Amelia Grimaldi (Simon Boccanegra), Amelia (Un ballo in maschera), Leonora (La forza del destino), Élisabeth de Valois (Don Carlos), Tosca, Minnie (La fanciulla del West), Turandot (con Erna Berger nel ruolo di Liù), Der Rosenkavalier, Ariadne auf Naxos, Die ägyptische Helena, etc.
Ricevette l'onorificenza di Kammersängerin dei teatri austriaci nel 1934, e Kammersängerin dei teatri prussiani nel 1935. Diede l'addio alle scene nel 1953, a Wiesbaden, nel Der Rosenkavalier. Divenne insegnante di canto al Mozarteum di Salisburgo nel 1964.
La voce di Ursuleac non fu forse di grande bellezza, almeno da quanto si può riscontrare dalle registrazioni, ma venne riconosciuta come una grande attrice e musicista. Una sua collega, il soprano Hildegard Ranczak, disse: "Anche se ha un'adorabile voce, ero costantemente deliziata dalle due ore di vocalizzi che eseguiva prima delle recite.  Ella aveva, secondo me, una voce meravigliosamente costruita, non una voce naturale, che usava con grande intelligenza."  Ursuleac morì all'età di 91 anni, nel piccolo villaggio di Ehrwald in Tirolo, dove si era stabilita nel 1954, prima della morte di Krauss.

## Repertorio
- Ludwig van Beethoven
  - Fidelio (Leonore)
- Pëtr Iľič Čajkovskij
  - Pikovaya dama (Lisa)
- Jules Massenet
  - Manon (Manon Lescaut)
  - Werther (Charlotte)
- Wolfgang Amadeus Mozart
  - Le nozze di Figaro (Contessa d'Almaviva)
  - Don Giovanni (Donna Elvira)
  - Così fan tutte (Fiordiligi)
- Giacomo Puccini
  - Tosca (Floria Tosca)
  - Madama Butterfly (Cio-Cio-San)
  - La fanciulla del West (Minnie)
  - Turandot (Turandot)
- Bedřich Smetana
  - Prodaná nevěsta (Mařenka)
- Richard Strauss
  - Elektra (Chrysothemis)
  - Der Rosenkavalier (Die Marschallin)
  - Ariadne auf Naxos (Ariadne; Der Komponist)
  - Die Frau ohne Schatten (Die Kaiserin)
  - Die ägyptische Helena (Helena)
  - Arabella (Arabella)
  - Friedenstag (Maria)
  - Capriccio (Die Gräfin)
  - Die Liebe der Danae (Danae)
- Giuseppe Verdi
  - Simon Boccanegra (Amelia Grimaldi)
  - Un ballo in maschera (Amelia)
  - La forza del destino (Donna Leonora di Vargas)
  - Don Carlo (Elisabetta di Valois)
  - Aida (Aida)
  - Otello (Desdemona)
- Richard Wagner
  - Der fliegende Holländer (Senta)
  - Lohengrin (Elsa von Brabant)
  - Das Rheingold (Freia)
  - Die Walküre (Sieglinde)
  - Tristan und Isolde (Brangäne)
  - Die Meistersinger von Nürnberg (Eva)
- Carl Maria von Weber
  - Der Freischütz (Agathe)

## Discografia parziale
- Strauss: Ariadne auf Naxos [senza Prologue] (Berger, Roswaenge; Krauss, 1935) [live]
- Strauss: Friedenstag (Hotter; Krauss, 1939) [live]
- Strauss: Arabella (Krauss, 1942) [live]
- Strauss: Der Rosenkavalier (Kern, Milinkovič, Weber; Krauss, 1944) [live]
- Wagner: Il vascello fantasma (Hotter; Krauss, 1944) [live]
- Wagner: Tristano e Isotta [nel ruolo di Brangäne] (Flagstad, Svanholm, Hotter; E.Kleiber, 1948) [live]